# Grand Prix Formule 1 van Monaco 2005
De Grand Prix Formule 1 van Monaco 2005 werd gehouden op 22 mei 2005 op het Circuit de Monaco in Monte Carlo.

## Uitslag
| Positie | Nummer | Rijder               | Team                | Ronden | Tijd/Opgave | Startplaats | Punten |
| ------- | ------ | -------------------- | ------------------- | ------ | ----------- | ----------- | ------ |
| 1       | 9      | Kimi Räikkönen       | McLaren - Mercedes  | 78     | 1:45:15.556 | 1           | 10     |
| 2       | 8      | Nick Heidfeld        | Williams-BMW        | 78     | +13.877     | 6           | 8      |
| 3       | 7      | Mark Webber          | Williams-BMW        | 78     | +18.484     | 3           | 6      |
| 4       | 5      | Fernando Alonso      | Renault             | 78     | +36.487     | 2           | 5      |
| 5       | 10     | Juan Pablo Montoya   | McLaren - Mercedes  | 78     | +36.647     | 16          | 4      |
| 6       | 17     | Ralf Schumacher      | Toyota              | 78     | +37.117     | 18          | 3      |
| 7       | 1      | Michael Schumacher   | Scuderia Ferrari    | 78     | +37.223     | 8           | 2      |
| 8       | 2      | Rubens Barrichello   | Scuderia Ferrari    | 78     | +37.570     | 10          | 1      |
| 9       | 12     | Felipe Massa         | Sauber - Petronas   | 77     | +1 Ronde    | 11          |        |
| 10      | 16     | Jarno Trulli         | Toyota              | 77     | +1 Ronde    | 5           |        |
| 11      | 11     | Jacques Villeneuve   | Sauber - Petronas   | 77     | +1 Ronde    | 9           |        |
| 12      | 6      | Giancarlo Fisichella | Renault             | 77     | +1 Ronde    | 4           |        |
| 13      | 18     | Tiago Monteiro       | Jordan-Toyota       | 75     | +3 Rondes   | 15          |        |
| 14      | 21     | Christijan Albers    | Minardi - Cosworth  | 73     | +5 Rondes   | 14          |        |
| Ret     | 15     | Vitantonio Liuzzi    | Red Bull - Cosworth | 59     | Ongeluk     | 12          |        |
| Ret     | 20     | Patrick Friesacher   | Minardi - Cosworth  | 29     | Ongeluk     | 13          |        |
| Ret     | 14     | David Coulthard      | Red Bull - Cosworth | 23     | Ongeluk     | 7           |        |
| Ret     | 19     | Narain Karthikeyan   | Jordan-Toyota       | 18     | Hydrauliek  | 17          |        |

## Wetenswaardigheden
- De zaterdagkwalificatietijd van Juan Pablo Montoya van 1.14:858 werd gewist wegens zijn rol in een eerder incident.
- Narain Karthikeyan had een motorwissel en werd achteruit gezet op de grid.
- Dit was de eerste Grand Prix van Monaco die werd gehouden na het overlijden van Prins Reinier III.
- Dit was de eerste keer dat Red Bull Racing geen punten scoorde.
- De verbannen BAR-Honda-rijder Jenson Button vergezelde James Allen en Martin Brundle bij het commentaarhokje van ITV om te zien wat er in het weekend gebeurde.
- Beide auto's van Red Bull Racing raceten met reclame voor de film Star Wars: Episode III: Revenge of the Sith. Als onderdeel van de race was de pitcrew van Red Bull verkleed als Imperial Stormtroopers.

## Standen na de Grand Prix

### Coureurs
| Positie | Nummer | Rijder          | Team               | Punten |
| ------- | ------ | --------------- | ------------------ | ------ |
| 1       | 5      | Fernando Alonso | Renault            | 49     |
| 2       | 9      | Kimi Räikkönen  | McLaren - Mercedes | 27     |
| 3       | 16     | Jarno Trulli    | Toyota             | 26     |
| 4       | 7      | Mark Webber     | Williams           | 18     |
| 5       | 8      | Nick Heidfeld   | Williams-BMW       | 17     |

### Constructeurs
| Positie | Nummers | Team             | Rijders                               | Punten |
| ------- | ------- | ---------------- | ------------------------------------- | ------ |
| 1       | 5 6     | Renault          | Fernando Alonso Giancarlo Fisichella  | 63     |
| 2       | 9 10    | McLaren          | Kimi Räikkönen Juan Pablo Montoya     | 53     |
| 3       | 16 17   | Toyota           | Jarno Trulli Ralf Schumacher          | 43     |
| 4       | 7 8     | Williams         | Mark Webber Nick Heidfeld             | 35     |
| 5       | 1 2     | Scuderia Ferrari | Michael Schumacher Rubens Barrichello | 21     |

## Statistieken
| Snelste ronde | Michael Schumacher | Scuderia Ferrari | 1:15.842 |

## Noot
- Dit was de eerste podiumplaats voor Mark Webber.

1929 · 1930 · 1931 · 1932 · 1933 · 1934 · 1935 · 1936 · 1937 · 1948 · 1950 · 1955 · 1956 · 1957 · 1958 · 1959 · 1960 · 1961 · 1962 · 1963 · 1964 · 1965 · 1966 · 1967 · 1968 · 1969 · 1970 · 1971 · 1972 · 1973 · 1974 · 1975 · 1976 · 1977 · 1978 · 1979 · 1980 · 1981 · 1982 · 1983 · 1984 · 1985 · 1986 · 1987 · 1988 · 1989 · 1990 · 1991 · 1992 · 1993 · 1994 · 1995 · 1996 · 1997 · 1998 · 1999 · 2000 · 2001 · 2002 · 2003 · 2004 · 2005 · 2006 · 2007 · 2008 · 2009 · 2010 · 2011 · 2012 · 2013 · 2014 · 2015 · 2016 · 2017 · 2018 · 2019 · 2020 · 2021 · 2022 · 2023 · 2024 · 2025